# Blame the Wife
Blame the Wife è un cortometraggio muto del 1913 diretto da Dell Henderson.

## Trama
Accusata dal marito di essere la responsabile del fatto che la famiglia non sia riuscita a prendere il treno, la signora Smith il giorno seguente lascia l'uomo a casa, mentre lei corre in stazione. Lui, abbandonato, si trova a chiedere inutilmente: "Dove hai messo il colletto?", "Dove sono il cappello e il cappotto?", così che finalmente si rende conto di chi sia in effetti la colpa del ritardo.

## Produzione
Il film fu prodotto dalla Biograph Company.

## Distribuzione
Distribuito dalla General Film Company, il film - un cortometraggio di 156,35 metri - uscì nelle sale cinematografiche USA il 28 aprile 1913. Nelle proiezioni, veniva programmato con il sistema dello split reel, accorpato in un'unica bobina con un altro cortometraggio prodotto dalla Biograph, la commedia The Daylight Burglar.